# Siegfried Zielinski

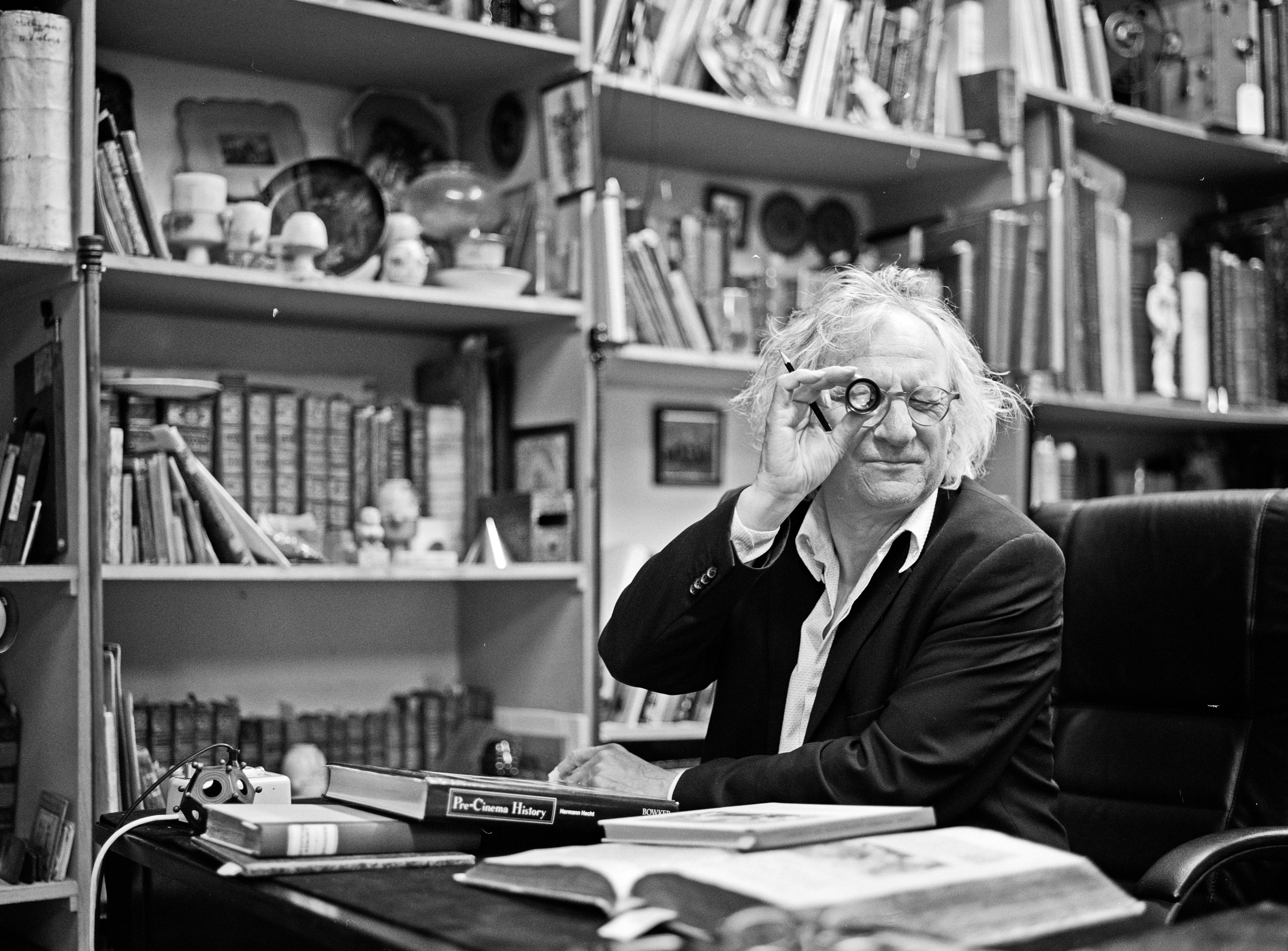
Siegfried Zielinski im Archiv von Werner Nekes

Siegfried Zielinski (* 1. Januar 1951 in Butzbach) ist ein deutscher Medientheoretiker. Er ist Michel-Foucault-Professor an der European Graduate School in Saas Fee, Professor für Medienarchäologie und Variantologie. Bis 2016 war er Leiter des Vilém-Flusser-Archivs an der Universität der Künste Berlin, von 2016 bis März 2018 war er Rektor der Staatlichen Hochschule für Gestaltung Karlsruhe. 

## Leben
Zielinski wuchs als Sohn des Musikers Georg Zielinski auf und legte sein Abitur an der Herderschule Gießen ab. Seinen Zivildienst leistete er in einem Alten- und Pflegeheim in Gudensberg/Kassel. Er studierte vornehmlich am Lehrstuhl des österreichischen Maschinenbauers und Radiotheoretikers Friedrich Knilli an der Technischen Universität (TU) Berlin, deren medienwissenschaftliche Abteilung aus dem Institut für Sprache im technischen Zeitalter (Spr.i.t.Z.) hervorgegangen ist. Anfang der 1970er Jahre schrieb er seine ersten medienbezogenen Artikel als Redakteur der „marburger blätter“. 1979 drehte er als Autor und Regisseur den dokumentarischen 16-mm-Film Responses to HOLOCAUST in Western Germany, mit dem er durch die USA reiste. Im selben Jahr schloss er sein Studium mit einer Arbeit zum Jud Süß-Regisseur Veit Harlan ab, die 1981 als seine erste Monografie veröffentlicht wurde. In den 1980ern arbeitete er zunächst als freier Autor, bevor er 1982 mit Friedrich Knilli den ersten Studiengang für Medienwissenschaft und Media Consulting an der TU Berlin installierte.
1989 wurde Zielinski zum Professor für Audiovision an die Universität Salzburg berufen. Mit Peter Lilienthal, Dietmar Kamper, Eckhart Stein und anderen gestaltete er bis 1994 die Europäische Sommerakademie für Film und Medienkunst an der Akademie der Künste Berlin. 1993 wurde er als Professor für Kommunikations- und Medienwissenschaft an die Kunsthochschule für Medien Köln (KHM) berufen, 1994 zu deren Gründungsrektor ernannt und 1999 zu ihrem ersten Rektor gewählt. An der KHM etablierte er wesentlich ein grundständiges Studium im Spannungsverhältnis von Kunst, Wissenschaft und Technik. Von 1995 bis 1999 kreierte und leitete er zusammen mit Nils Röller in der Kölner Cinématheque das Festival Digitale. Seit 2002 ist Zielinski wieder in der Lehre und Forschung tätig. 
Seit 2005 baut Zielinski unter dem Titel Variantology ein loses internationales Netzwerk auf, das sich der Erforschung der Tiefenzeit der Beziehungen zwischen den Künsten, Wissenschaften und Technologien widmet. Ab 2007 forschte und lehrte er an der Universität der Künste Berlin und war zuletzt Professor für Medientheorie mit dem Fokus „Archäologie und Variantologie der Künste und der Medien“. 2016 wurde Zielinski als Nachfolger Peter Sloterdijks zum Rektor der Staatlichen Hochschule für Gestaltung Karlsruhe berufen, das Amt füllte er bis zum 31. März 2018 aus.
Zielinski ist Erstunterzeichner des in der Zeitschrift Emma veröffentlichten Offenen Briefs an Bundeskanzler Scholz vom 29. April 2022, der sich gegen die Lieferung schwerer Waffen an die Ukraine ausspricht sowie den Bundeskanzler dazu auffordert, zu einem Waffenstillstand beizutragen, aus Sorge vor einem Dritten Weltkrieg im Kontext des Russischen Überfalls auf die Ukraine 2022.
Siegfried Zielinski ist ordentliches Mitglied der Nordrhein-Westfälischen Akademie der Wissenschaften und der Künste, der Akademie der Künste Berlin, der European Film Academy (EFA), der Magic Lantern Society of Great Britain und Ehrensenator des Instituts für Medienarchäologie Hainburg (Österreich).

## Veröffentlichungen

### Monografien
- Variations on Media Thinking (Minneapolis: University of Minnesota Press, 2019). ISBN 978-1-5179-0708-2.
- Over the Head – Projecting Archaeology & Variantology of Arts & Media. Zur Archäologie & Variantologie der Künste und Medien. hg. v. Marcel René Marburger. bilingual (Köln: edition 2014).
- [... nach den Medien]. Nachrichten vom ausgehenden zwanzigsten Jahrhundert. Merve, Berlin 2011. (US-amerikanische Ausgabe: Univocal, Minnesota 2013)
- Entwerfen und Entbergen. Aspekte einer Genealogie der Projektion. Walther König, Köln 2010. (Russische Ausgabe: St. Petersburg 2013, ISBN 978-5-904745-30-1)
- Kaos Pilot Kairos Poet. Peter Weibel zum Fünfundsechszigsten. mit Fotografien von Mono Krom. Walther König, Köln 2009, ISBN 978-3-86560-647-1.
- „AH Lord, Love Me Passionately“- Images of Bodies & Religion in the Lutz Teutloff Collection / „Minne mich gewaltig!“ – BildKörper und Religion in der Sammlung Lutz Teutloff. Zweisprachiges Katalogbuch, in enger Zusammenarbeit mit Eckhard Fürlus, Berlin 2009, OCLC 554124333.
- Genealogías, visíon, escucha y communicación. Kommentierte Sammlung von ins Spanische übersetzten Texten Zielinski, hg. v. Andrés Burbano, Universidad de los Andes, Departamento de Arte, Facultad deArtes y Humanidades, Bogotá 2007.
- Deep Time of the Media – Towards an Archaeology of Hearing and Seeing by Technical Means. MIT Press, Cambridge MA, London 2006. (chinesische Ausgabe: The Commercial Press, Beijing, 2006; portugiesischsprachige Ausgabe: Anna Blume, São Paulo/Brasilien, 2006; polnische Ausgabe: Wydawnictwo Oficyna Naukowa Warszawa, 2010, spanischsprachige Ausgabe Universidad de los Andes, Facultad deArtes y Humanidades, Bogotá 2012; russische Ausgabe: Moskau 2013)
- Archäologie der Medien. Zur Tiefenzeit des technischen Hörens und Sehens. Rowohlt, Reinbek bei Hamburg 2002, ISBN 3-499-55649-9.
- Audiovisionen. Kino und Fernsehen als Zwischenspiele in der Geschichte. Rowohlt, Reinbek bei Hamburg 1989, ISBN 3-499-55489-5. (englischsprachige Ausgabe: Amsterdam University Press 1999; ungarische Ausgabe: Budapest 2009)
- Zur Geschichte des Videorecorders. Spiess, Berlin 1985 u. Neuausgabe bei Polzer Media Group, Potsdam 2010, ISBN 978-3-934535-29-9.
- Veit Harlan. Analysen und Materialien zur Auseinandersetzung mit einem  Filmregisseur des deutschen Faschismus. Fischer, Frankfurt am Main 1981, ISBN 3-88323-280-7.

### Editionen und Kollektivwerke
- Art in the 21st Century – Reflections and Provocations. Hg. mit Charles Merewether (Hongkong: osage 2020). ISBN 978-988-77281-3-9.
- Dia-Logos - Ramon Llull’s Method of Thought and Artistic Praxis. Hg. mit Amador Vega und Peter Weibel (Minneapolis: University of Minnesota Press, 2019). ISBN 978-1-5179-0609-2.
- Potential Spaces - Research and Education in Art and Design. Hg. mit Daniel Irrgang (Karlsruhe: ZKM books, 2019). ISBN 978-3-928201-58-2.
- Erkundungen im anthropologischen Viereck. Lektionen im Kontext des Flusserschen Denkens. Hg. von Daniel Irrgang und Siegfried Zielinski, Forschungsreihe von HfG und ZKM Karlsruhe (Paderborn: Verlag Wilhelm Fink, 2018). ISBN 978-3-7705-6338-8.
- Zur Genealogie des MedienDenkens - Siegfried Zielinski im Gespräch mit Peter Weibel, Boris Groys, F. Knilli, H. Belting, VALIE EXPORT, Sybille Krämer, Otto E. Rössler und weiteren Autoren. Hg. Florian Hadler und Daniel Irrgang, Berlin: Kadmos, 2017. ISBN 978-3-86599-312-0.
- Allah's Automata: Artifacts of the Arab-Islamic Renaissance (800-1200). Hg. von Siegfried Zielinski und Peter Weibel, Ausstellungskatalog, ZKM | Zentrum für Kunst und Medien (Berlin/Stuttgart: Hatje Cantz Verlag, 2015). ISBN 978-3-7757-4106-4.
- Bodenlos – Vilém Flusser und die Künste. Hg. von Siegfried Zielinski und Daniel Irrgang für die Akademie der Künste Berlin (Berlin: Akademie der Künste, 2015). ISBN 978-3-88331-214-9.
- Flusseriana: An Intellectual Toolbox. Hg. von Siegfried Zielinski, Peter Weibel und Daniel Irrgang, dreisprachig Englisch/Deutsch/Portugiesisch (Minneapolis: Univocal Publishing, 2015). ISBN 978-1-937561-52-9.
- AnArchive(s) – A Minimal Encyclopedia on Archaeology of the Arts and Media. Idee: Siegfried Zielinski, Hg. Claudia Giannetti, red. Eckhard Fürlus. zweisprachig Deutsch/Englisch (Oldenburg: Edith-Russ-Haus für Medienkunst/Köln: Walther König). ISBN 978-3-00-046018-0.
- Variantologie – Zur Tiefenzeit der Beziehungen zwischen Künsten, Wissenschaften, Technologien. Hg. mit Eckhard Fürlus in Zusammenarbeit mit Daniel Irrgang und Clemens Jahn (Berlin: Kadmos 2013).
- Variantology 5. Neapolitain Affairs. On Deep Time Relations of Arts, Sciences and Technologies. Gemeinsam mit Eckhard Fürlus. König, Köln 2011, ISBN 978-3-86560-887-1.
- State of the Images/Der Stand der Bilder. Die Medienpioniere Gabor Body und Zbigniew Rybczynski, hg. zus. mit Peter Weibel. Nürnberg: Verlag für moderne Kunst 2011, ISBN 978-3-86984-261-5.
- Variantology 4. On Deep Time Relations of Arts, Sciences and Technologies in the Arabic-Islamic World and Beyond. Gemeinsam mit Eckhard Fürlus. König, Köln 2011, ISBN 978-3-86560-732-4.
- Kommunikologie weiter denken - Vilém Flussers Bochumer Vorlesungen. bearbeitet und hg. zus. mit Silvia M. Wagnermaier, Fischer Taschenbuch, Frankfurt am Main 2009.
- Variantology 3. On Deep Time Relations of Arts, Sciences and Technologies in China and on deep time relations of arts, sciences and technologies in China and Elsewhere. Gemeinsam mit Arianna Borrelli. König, Köln 2008, ISBN 978-3-86560-366-1.
- Variantology 2 – On Deep Time Relations of Arts, Sciences and Technologies. Edited by Siegfried Zielinski & David Link in collaboration with Eckhard Fuerlus & Nadine Minkwitz. Kunstwissenschaftliche Bibliothek, Band 35, ISBN 978-3-86560-050-9 Verlag der Buchhandlung Walther König, Köln, 2006.
- Variantology 1 – On Deep Time Relations of Arts, Sciences and Technologies. Edited by Siegfried Zielinski & Silvia M. Wagnermaier. Kunstwissenschaftliche Bibliothek, Band 31, ISBN 3-88375-914-7 Verlag der Buchhandlung Walther König, Köln, 2005.
- Fiktion als Fakt. „Metaphysik“ der neuen Medien. Bern / Berlin u. a.: Lang, 2000. Hg. zus. mit Reiner Matzker (Medienwissenschaft, Jahrbuch für Internationale Germanistik, Reihe C, Bd. 4/5).
- Interfacing Realities. Buchprojekt zur Schnittstelle, zus. mit Knowbotic Research, William Mitchell, Stephen Perrella, Stacey Spiegel; initiiert von V2, Rotterdam. Rotterdam 1997.
- Europäische Audiovisionen. Film und Fernsehen im Umbruch. Hg. zus. mit Kurt Luger. Bd. 7 der Reihe Neue Aspekte in Kultur- und Kommunikationswissenschaft. Wien: Österreichischer Kunst- und Kulturverlag, 1993.
- Keith Griffiths - The Presence. Band 2 von Filmemacher in der Residenz, Edition Blimp (Graz) und Universität Salzburg, 1993. Hg. zus. mit Angela Huemer.
- Grenzüberschreitungen. Eine Reise durch die globale Filmlandschaft. Gemeinsam mit Erwin Reiss. Wissenschaftsverlag, Berlin 1992.
- Video - Apparat/Medium, Kunst, Kultur. Ein internationaler Reader. Lang, Frankfurt am Main u. a. O. 1992, ISBN 3-631-42688-7.
- Телеэкран – неограниченное господство? Государство, капитал и новые средства массовой информации / Под общ. ред. Л. Лопатникова, Москва, «Прогресс» 1987. [Totale Bildschirmherrschaft? Zusammen mit sechs weiteren Autoren erarbeitetes Buch zum  Thema Neue Medien in russischer Sprache. Moskau: Progress Verlag, 1987.]
- Betrifft: "Holocaust". Zuschauer schreiben an den WDR. Projektbericht im Auftrag des WDR, unter Mitarbeit von Erwin Gundelsheimer, Frank Ostermann und Heiko Mass. Berlin: Spiess, 1983 (zus. mit F. Knilli), ISBN 3-88435-082-X.
- "Jud Süß". Filmprotokoll, Programmheft und Einzelanalysen. Berlin: Spiess, 1983 (zusammen mit Friedrich Knilli, Thomas Maurer und Thomas Radevagen).
- Tele-Visionen – Medienzeiten.  Beiträge zur Diskussion  um die Zukunft der  Kommunikation. ExPress Edition, Berlin 1983.
- Holocaust zur Unterhaltung. Anatomie eines internationalen Bestsellers. Gemeinsam mit Friedrich Knilli. Elefanten Press, Berlin 1982.

### Reihen
- LAB – Jahrbuch für Apparate und Künste, sieben Bände, herausgegeben in unterschiedlichen Konstellationen mit Hans Ulrich Reck, Nils Röller, Thomas Hensel, Saskia Reither und Wolfgang Ernst (im Walther König Verlag Köln, 1995/96-2006/06)
- International Flusser Lectures, hg. in unterschiedlichen Konstellationen mit Marcel Marburger und Silvia Wagnermaier, Daniel Irrgang, einzelne Hefte mit Claudia Becker, Thomas Hensel und Hans-Ulrich Reck, für das _Vilém_Flusser_Archiv Köln und Berlin im Walther König Verlag Köln. Monographische Texte von Christoph Asendorf, Norval Baitello jr., Klaus Bartels, Paola Bozzi, Timothy Druckrey, Knuth Ebeling, Heinz Emigholz, Hinderk Emrich, Harun Farocki, Manfred Faßler, Anke Finger, Alexander R. Galloway, Claudia Gianetti, Rainer Guldin, Susanne Hauser, Heinz Emigholz, Dietmar Kamper, Detlef B. Linke, Nils Röller, Florian Rötzer, Elisabeth v. Samsonow, Alan Shapiro, Klaus Theweleit, Peter Weibel, Sigrid Weigel, Siegfried Zielinski.